# تسجيل الناخب
تسجيل الناخب هو شرط في الأنظمة الانتخابية الذي يوجب على الشخص المؤهل للتصويت أن يسجل في قائمة انتخابية، وهو شرط أساسي عادة ليكون مؤهلاً أو مسموحًا له بالتصويت. 
تختلف القواعد التي تحكم التسجيل بين الولايات القضائية، في العديد من الولايات القضائية، يعتبر التسجيل عملية تلقائية يتم إجراؤها عن طريق استخراج أسماء السكان الذين بلغوا سن التصويت في منطقة انتخابية معينة من سجل السكان للاستخدام العام قبل يوم الانتخابات. على النقيض من ذلك، قد يتطلب التسجيل في حالات أخرى تقديم طلب من قبل ناخب مؤهل وأشخاص مسجلين لإعادة التسجيل أو تحديث تفاصيل التسجيل عند تغيير مكان الإقامة أو أي تغييرات أخرى في المعلومات ذات الصلة.
بعض الولايات القضائية لديها ما يسمى تسجيل يوم الانتخابات، والبعض الآخر لا يشترط التسجيل، أو قد يشترط تقديم دليل على الحق في التصويت في وقت التصويت. في الولايات القضائية التي لا يكون فيها التسجيل إلزاميًا، قد يتم بذل جهد لتشجيع الأشخاص المؤهلين للتصويت على التسجيل، فيما يسمى بحملة تسجيل الناخبين. في البلدان التي يكون فيها تسجيل المقيمين إلزاميًا، لا يوجد عادةً تسجيل للناخبين، حيث يمكن تحديد أهلية الناخب من سجل الإقامة. في البلدان حيث يكون التسجيل مسؤولية الفرد، فإن العديد من الإصلاحيين، الذين يسعون إلى تعظيم نسبة المشاركة في التصويت، يحاولون إيجاد نماذج مطلوبة على نطاق أوسع، أو تسهيل العملية من خلال توفير المزيد من الأماكن التي يمكنهم التسجيل فيها. النظام الأكثر صرامة للانتخاب هو النظام المتبع في جزر البهاما، وأدى ذلك أن عدد الناخبين أكثر بقليل من نصف المواطنين البالغين.

## القانون حسب البلد
تختلف أنظمة تسجيل الناخبين بشكل كبير من بلد إلى آخر، وأحيانًا بين الولايات أو المقاطعات. في بعض الدول، تتم إضافة الناخبين تلقائيًا إلى القوائم عندما يصلون إلى السن القانوني للتصويت، وفي حالات أخرى، يُطلب من الناخبين المحتملين تقديم طلبات لإضافتهم إلى القوائم.

#### أستراليا
يعد تسجيل الناخبين إلزاميًا في أستراليا لجميع المواطنين الذين يبلغون 18 عامًا أو أكثر. تحافظ اللجنة الانتخابية الأسترالية على السجل الانتخابي الفيدرالي الأسترالي. كما أن لكل ولاية لجنة انتخابية أو مكتب خاص بها، ولكن الناخبين يحتاجون إلى التسجيل فقط لدى لجنة الانتخابات الأسترالية، التي تشارك تفاصيل التسجيل مع لجنة الانتخابات في الولاية ذات الصلة.

#### بلجيكا
تقوم كل بلدية في بلجيكا بتجميع قائمة بالناخبين المؤهلين بناءً على السجل الوطني الرقمي الذي يتم تحديثه باستمرار، حيث تقوم السلطات بإرسال بطاقة دعوة للناخبين بشكل تلقائي إلى كل ناخب قبل الانتخابات، ومع ذلك، يتعين على غير المواطنين التسجيل إذا كانوا يرغبون في التصويت. بشكل عام، فإن أقل من 20% من غير المواطنين المؤهلين يفعلون ذلك.

#### كندا
السجل الوطني للناخبين هو قاعدة بيانات دائمة يتم تحديثها باستمرار للناخبين المؤهلين للانتخابات الفيدرالية في كندا والتي تديرها هيئة الانتخابات الكندية. في تسعينيات القرن العشرين، اعتمدت كندا عملية الاشتراك الاختياري، حيث يقوم الناخبون بوضع علامة على موافقتهم على إضافتهم إلى السجل الوطني في إقراراتهم الضريبية السنوية. يتم أيضًا تحديث السجل باستخدام المصادر التالية: 
- مسجلي المركبات الآلية الإقليميين والإقليميين.
- وكالة الإيرادات الكندية.
- المواطنة والهجرة الكندية.
- مسجلو الإحصاءات الحيوية على المستوى الإقليمي والمحلي، والهيئات الانتخابية الإقليمية التي لديها قوائم دائمة للناخبين (على سبيل المثال كولومبيا البريطانية وكيبيك).
- المعلومات التي يقدمها الناخبون عند تسجيلهم للتصويت أو مراجعة معلوماتهم أثناء الأحداث الانتخابية الفيدرالية وفيما بينها.
- قوائم انتخابية مثبتة من ولايات قضائية كندية أخرى.

#### تشيلي
منذ عام 2012، أصبح تسجيل الناخبين في تشيلي تلقائيا. ويعتمد هذا النظام على قاعدة بيانات مكتب السجل المدني للمواطنين التشيليين والأجانب المقيمين الحاصلين على رقم بطاقة هوية خاص لكل فرد عند إصداره ولا يتم إعادة استخدامه أبدًا بعد وفاة الشخص. يتم إضافة جميع المواطنين التشيليين والأجانب المؤهلين تلقائيًا إلى السجل الانتخابي عند سن 17 عامًا ووضعهم في دائرة انتخابية بناءً على آخر عنوان تم الإبلاغ عنه لدى المكتب. يمكن أن يكون هذا العنوان، المعروف باسم الموطن الانتخابي، مختلفًا عن عنوان معيشة الشخص، إذا رغب في ذلك. يجوز أن تتضمن سجلات الناخبين عدداً كبيراً من الأشخاص المقيمين في الخارج. لا يُسمح للمقيمين في الخارج بالتصويت في الانتخابات التشيلية.

#### الجمهورية التشيكية
يتم إدراج جميع المواطنين والمقيمين في السجل الوطني، وتعيين رقم تعريف شخصي لكل شخص يتضمن تاريخ ميلاد الشخص ويمكن قسمته على 11.

#### الدنمارك
يتم تضمين جميع المواطنين والمقيمين في الدنمارك في السجل الوطني، ويخصص رقم شخصي مكون من عشرة أرقام لكل شخص، والذي يتضمن تاريخ ميلاد الشخص. يتم استخدام السجل لقوائم الضرائب، وقوائم الناخبين، والعضوية في نظام الرعاية الصحية الشامل ، والسجل الرسمي للإقامة، وأغراض أخرى. يتلقى جميع الناخبين المؤهلين بطاقة بالبريد قبل كل انتخابات توضح التاريخ والوقت ومكان الاقتراع المحلي، ولا يجوز تقديمها إلا في مركز الاقتراع المحلي المحدد. لا يجوز إلا للمواطنين التصويت في الانتخابات الوطنية، في حين يجوز للمقيمين منذ فترة طويلة التصويت في الانتخابات المحلية والإقليمية. كما يجب أن يكون لديك عنوان دائم في الدنمارك حتى تتمكن من التصويت، والتصويت طوعي.

#### استونيا
يتم تعيين رقم تعريف شخصي لكل مواطن منذ ولادته. يصبح كل مواطن مؤهلاً للتصويت تلقائيًا في اليوم الذي يبلغ فيه 18 عامًا. لا يتم إرسال أي إشعارات خاصة والتصويت ليس إلزاميا. يمكن لأي شخص يزيد عمره عن 16 عامًا ويحمل إقامة دائمة (سواء كان مواطنًا في إستونيا أو الاتحاد الأوروبي أو غير ذلك) التصويت في الانتخابات المحلية اعتمادًا على المكان الذي سجل فيه إقامته الرسمية.

#### فنلندا
يتم تسجيل الناخبين في فنلندا تلقائيًا ويعتمد على سجل السكان الوطني. يتم تخصيص رقم هوية لكل مواطن عند الولادة. يتم تسجيل المقيمين الدائمين في هذا السجل حتى لو لم يكونوا مواطنين، ويتم الإشارة إلى حالة جنسيتهم في السجل. يجب على الأشخاص المسجلين قانونًا إخطار أمين السجل بأي تغييرات في العنوان. يؤدي تغيير العنوان في السجل إلى إخطار جميع الهيئات العامة الأخرى تلقائيًا (على سبيل المثال، دائرة الضرائب للضرائب المحلية، وسلطات الضمان الاجتماعي، وسلطات التجنيد الإجباري) وبعض الهيئات الخاصة الموثوق بها (مثل البنوك وشركات التأمين)، مما يجعل عملية تغيير الإقامة بسيطة للغاية. مع اقتراب موعد الانتخابات، ترسل الحكومة إشعارًا إلى الأشخاص المسجلين لإبلاغهم بالانتخابات ومكان وتوقيت الإدلاء بأصواتهم. لا يجوز سوى للمواطنين التصويت في الانتخابات الوطنية، ولكن يجوز لجميع المقيمين التصويت في الانتخابات المحلية.

#### ألمانيا
في ألمانيا، لا يوجد تسجيل منفصل للناخبين، حيث أن تسجيل المقيمين إلزامي. يجب على جميع المقيمين الدائمين في ألمانيا تسجيل مكان إقامتهم، أو حقيقة كونهم بلا مأوى لدى الحكومة المحلية. يتلقى المواطنون الذين يبلغون 18 عامًا أو أكثر في يوم التصويت تلقائيًا بطاقة إشعار بالبريد قبل بضعة أسابيع من أي انتخابات يحق لهم التصويت فيها. بالنسبة للانتخابات المحلية، سيتلقى المواطنون المقيمون في دول الاتحاد الأوروبي الأخرى هذه البطاقات أيضًا ويمكنهم التصويت. تحتوي مراكز الاقتراع على قوائم بأسماء جميع الناخبين المؤهلين المقيمين في الحي الذي تخدمه محطة الاقتراع المعينة، ويتم التحقق من بطاقة إشعار الناخب، و بطاقة الهوية التي تحتوي على صورة مثل بطاقة الهوية أو جواز السفر إذا لم تكن بطاقة الإشعار في متناول اليد، مقابل هذه القوائم قبل أن يتلقى الأفراد ورقة الاقتراع. التصويت ليس إلزاميا.

#### هونج كونج
في هونج كونج، يمكن لجميع المقيمين الدائمين الذين تزيد أعمارهم عن 18 عامًا والذين لا يعانون من مرض عقلي التسجيل كناخبين. يمكن للسجناء أيضًا التسجيل والتصويت منذ أن حُكم بعدم دستورية القوانين التي تحظر عليهم التصويت في عام 2009، وهم قادرون على التصويت منذ منتصف عام 2010 حيث يتم تحديث السجل الانتخابي سنويًا. كما أن عملية التسجيل طوعية.
في عام 2002، لم يسجل حوالي 1.6 مليون مقيم دائم.

#### أيسلندا
يتم تسجيل جميع مواطني أيسلندا في قاعدة بيانات مركزية عند الولادة، والتي يتم صيانتها بواسطة سجلات أيسلندا. لا يحتاجون إلى التسجيل بشكل منفصل للتصويت.

#### الهند
تقوم حكومة الهند بإجراء مراجعة لقائمة الناخبين كل خمس سنوات. ويتم إجراء مراجعة سريعة إضافية كل عام. بالإضافة إلى ذلك، يمكن للمواطنين طلب إدراجهم في قائمة الناخبين من خلال التقديم عبر النموذج رقم 6. إذا كان الطلب صالحًا، فسيتم إدراج اسم مقدم الطلب في القائمة. يجب أن يكون الشخص الذي بلغ 18 عامًا مؤهلاً لقائمة الناخبين والتي تشمل المواطنين الهنود فقط.

#### إسرائيل
في إسرائيل، يتم تسجيل جميع المواطنين الذين يبلغون 18 عامًا أو أكثر في يوم الانتخابات تلقائيًا للتصويت.

#### إيطاليا
في إيطاليا، تمتلك جميع البلديات سجلاً للسكان وسجلاً للناخبين المؤهلين. ويتم مراجعته كل ستة أشهر وكلما كانت هناك انتخابات. يمكن لأي شخص الاطلاع على سجل الناخبين المؤهلين لضمان أقصى قدر من الشفافية في العملية الانتخابية. يتم تسجيل جميع المواطنين الذين يبلغون 18 عامًا أو أكثر في يوم الانتخابات تلقائيًا للتصويت.

#### كازاخستان
في كازاخستان، تتم عملية تسجيل الناخبين للانتخابات العامة من قبل الهيئات التنفيذية المحلية. يمكن للمواطنين الذين بلغوا 18 عامًا أو أكثر التسجيل للتصويت في محافظاتهم المختصة عند الإعلان عن الانتخابات أو تحديد موعدها، شريطة تقديم رقم هويتهم. يمكن التحقق من إدراج أو صحة البيانات في سجل الناخبين قبل 15 يومًا من يوم الانتخابات في مقر لجنة الانتخابات المعنية. يتم اتخاذ ترتيبات خاصة لتسجيل الناخبين في مواقع مختلفة، مع جداول زمنية مختلفة اعتمادًا على نوع الانتخابات والموقع.
يتطلب التصويت الغيابي إخطار الحاكم بالإقامة الجديدة قبل ثلاثين يومًا على الأقل من الانتخابات، بينما يجب على المواطنين في الخارج التسجيل لدى لجنة الانتخابات في منطقتهم الأجنبية باستخدام جواز سفر كازاخستاني ساري المفعول.

#### المكسيك
لدى المكسيك تعداد انتخابي عام. يجب على أي مواطن يبلغ من العمر 18 عامًا أو أكثر أن يتوجه إلى مكتب انتخابي حتى يتم تسجيله في التعداد الانتخابي. يتلقى المواطنون بطاقة تصويت صادرة عن المعهد الانتخابي الوطني، والتي يجب إظهارها للتصويت في أي انتخابات. كما تعتبر بطاقة التصويت بمثابة وثيقة هوية وطنية.

#### هولندا
لا يوجد تسجيل منفصل للناخبين: يتلقى جميع الناخبين المؤهلين دعوة مع بطاقة الاقتراع باستخدام السجل المدني الوطني (السجل الأساسي للأشخاص). يجب على الناخبين تقديم بطاقة هوية صالحة لم تنته صلاحيتها منذ أكثر من 5 سنوات في مركز الاقتراع. تختلف الأهلية حسب نوع الانتخابات. بالنسبة للانتخابات الوطنية والإقليمية، يُسمح فقط للمدنيين الهولنديين بالتصويت، بينما بالنسبة لانتخابات البرلمان الأوروبي، يجب أن يكون الشخص حاصلًا على جنسية دولة عضو في الاتحاد الأوروبي. في الانتخابات البلدية، تعتمد الأهلية على مكان الإقامة في يوم الترشيح، مع حصول المواطنين من خارج الاتحاد الأوروبي أيضًا على حق التصويت عندما يعيشون في هولندا بشكل قانوني لمدة خمس سنوات أو أكثر.

#### النرويج
لا يوجد تسجيل منفصل للناخبين، جميع الناخبين المؤهلين يمكنهم التصويت تلقائيًا. يتم تضمين المواطنين والمقيمين في النرويج في السجل الوطني، حيث يتم تعيين رقم شخصي مكون من إحدى عشر رقمًا لكل شخص والذي يتضمن تاريخ ميلاد الشخص. يتم استخدام السجل لقوائم الضرائب وقوائم الناخبين والعضوية في نظام الرعاية الصحية الشامل وأغراض أخرى، ويتم صيانته من قبل السلطات الضريبية. يجب على الأشخاص المسجلين قانونًا إخطار أمين السجل بأي تغييرات في العنوان، في موعد لا يقل عن 31 يومًا قبل تغيير العنوان، ولا يزيد عن 8 أيام بعد تغيير العنوان. يتم إجراء الانتخابات عادة في يوم الاثنين الثاني من شهر سبتمبر. يحق للناخبين التصويت مبكرًا في أي منطقة في البلاد، وعادةً يبدأ التصويت المبكر في شهر يوليو، وينتهي قبل أسبوع تقريبًا من يوم الانتخابات. لا يجوز سوى للمواطنين التصويت في الانتخابات الوطنية، في حين يجوز للمقيمين منذ فترة طويلة التصويت في الانتخابات المحلية والإقليمية. كما أن التصويت ليس إلزاميا.

#### بيرو
يتم تسجيل جميع مواطني بيرو الذين تتراوح أعمارهم بين 18 و70 عامًا للتصويت من خلال السجل الوطني للهوية والأحوال المدنية، باستثناء جميع أفراد الشرطة والقوات المسلحة، الذين لا يُسمح لهم بالمشاركة في الانتخابات. يعتبر التصويت إلزاميا لجميع المواطنين داخل الدولة وخارجها، ما لم يكن هناك إعفاء قانوني. إن عدم التصويت في انتخابات 7 أكتوبر 2018 يعرض الشخص لغرامة قدرها 83 قرشًا، مع خصم 50% أو 75% للمناطق التي تعاني من الفقر أو الفقر المدقع، ويجب دفع هذه الغرامة للحصول على العديد من الخدمات العامة.

#### فيلبيني
يحق للمواطنين الفلبينيين الذين يبلغون من العمر 18 عامًا على الأقل التسجيل للتصويت. يتم إصدار بطاقة هوية الناخب إذا تم استيفاء المتطلبات. في عام 2022، كان هناك 1.7 مليون ناخب مسجل يعيشون في الخارج مؤهلين للتصويت في الانتخابات الوطنية.

#### كوريا الجنوبية
لا توجد عملية رسمية لتسجيل الناخبين بالنسبة للمواطنين الكوريين الجنوبيين. سيتم إدراج جميع المواطنين تلقائيًا في قائمة الناخبين عند كل موعد انتخابي. تم إيقاف التصويت الغيابي المحلي ويمكن للمواطنين زيارة أي مركز للمقيمين والتصويت مسبقًا خلال عطلة نهاية الأسبوع قبل موعد الانتخابات الفعلي، ومع ذلك، يجب على المواطنين الذين يقومون بزيارة مؤقتة أو مقيمين دائمين خارج كوريا الجنوبية التسجيل للحصول على بطاقة اقتراع غيابية في الخارج حتى يتمكنوا من التصويت. يمكن إجراء التصويت في البعثات الكورية في الخارج.

#### إسبانيا
يتم إدراج جميع المواطنين الإسبان الذين بلغوا سن التصويت في السجل الانتخابي من خلال مكتب تعداد الانتخابات التابع للمعهد الوطني للإحصاء. لا يجوز إلا للمواطنين التصويت في الانتخابات الوطنية والإقليمية، في حين يجوز للمقيمين الأجانب التصويت في الانتخابات المحلية على أساس المعاملة بالمثل. ويجوز لمواطني بلدان الاتحاد الأوروبي الأخرى أيضًا التصويت في الانتخابات الأوروبية. يتم حرمان بعض المجرمين المدانين من حقهم في التصويت أثناء قضاء عقوبتهم، ولكن يتم استعادة حقوقهم في التصويت تلقائيًا بعد ذلك دون استثناء. لا يتم حرمان معظم السجناء من حقهم في التصويت ويمكنهم التصويت عن طريق البريد كغائبين.

#### السويد
يتم تسجيل الناخبين في السويد تلقائيًا ويعتمد على سجل السكان الوطني الذي تديره وكالة الضرائب السويدية، حيث يتم تضمين جميع المواطنين والمقيمين في السويد. يتم تسجيل المقيمين الدائمين في هذا السجل حتى لو لم يكونوا مواطنين ولكنهم يتمتعون بحق الإقامة، ويتم الإشارة إلى حالة مواطنتهم في السجل.
يجوز فقط للمواطنين السويديين الذين بلغوا 18 عامًا في يوم الانتخابات ويعيشون في السويد التصويت في جميع الانتخابات العامة. يجوز للمقيمين المسجلين التصويت في الانتخابات المحلية والإقليمية إذا كانوا مواطنين لدولة أخرى عضو في الاتحاد الأوروبي أو أيسلندا أو النرويج. يمكن لمواطني البلدان الأخرى والأشخاص عديمي الجنسية التصويت في الانتخابات البلدية والإقليمية إذا تم تسجيلهم في سجل السكان السويدي لمدة ثلاث سنوات متتالية على الأقل قبل يوم الانتخابات. للمواطنين السويديين المقيمين في الخارج الحق في التصويت في انتخابات البرلمان السويدي والاتحاد الأوروبي فقط. للحفاظ على سجل في السجل الانتخابي كمغترب، يجب على الشخص تحديث التسجيل في غضون 10 سنوات، ويعتبر الصوت بمثابة تحديث صالح.
يتلقى جميع الناخبين المؤهلين خطابًا بالبريد إلى عنوانهم المسجل قبل 30 يومًا من يوم الانتخابات، سواء في السويد أو في الخارج، يوضح التاريخ (دائمًا يوم الأحد، عادةً في سبتمبر كل 4 سنوات)، والوقت ومكان الاقتراع المحلي. يمكن أيضًا إجراء الاقتراع في أي مكان في البلاد في مراكز الاقتراع المبكر المختلفة التي تحددها لجنة الانتخابات المحلية أو في بعثة دبلوماسية سويدية، كل ذلك لتسهيل الأمر على الناخبين.

#### سويسرا
في شهر أكتوبر، ينتخب المواطنون السويسريون ممثليهم السياسيين لأربع سنوات. لا يُطلب من الناخبين التسجيل قبل الانتخابات في سويسرا. نظرًا إلى أنه يجب على كل شخص يعيش في الدولة (كل من السويسريين والأجانب) التسجيل لدى البلدية في غضون أسبوعين من الانتقال إلى مكان جديد، فإن البلديات تعرف عناوين مواطنيها. قبل شهرين تقريبًا من تاريخ الاقتراع، يرسلون للناخبين رسالة تحتوي على مظروف (عليه كلمة «بطاقات الاقتراع»)، مع بطاقة الاقتراع نفسها، وكتيبًا صغيرًا لإبلاغهم بالتغييرات المُقترحة في القانون. يتضمن كتيب الاستفتاءات أيضًا نصوصًا من قبل كل من المجلس الاتحادي ومؤيدي كل استفتاء، ما يسمح لهم بتعزيز موقفهم.

#### تايوان
يتم تسجيل جميع مواطني تايوان في قاعدة بيانات وطنية عند الولادة، والتي يتم الاحتفاظ بها من قبل مكتب تسجيل الأسر ولجنة الانتخابات المركزية في تايوان. لا يحتاج المواطنون التايوانيون إلى التسجيل بشكل منفصل للتصويت، في حين سيتم إخطار جميع المواطنين الذين تزيد أعمارهم عن عشرين عامًا تلقائيًا عن طريق البريد العادي من الحكومة قبل أسابيع قليلة من كل انتخابات عامة.

#### تركيا
سيتم إدراج جميع المواطنين تلقائيًا في قائمة الناخبين عند كل موعد انتخابي. يتم تكوين السجلات المحلية والخارجية بكفاءة من البيانات المأخوذة من نظام تسجيل العناوين التابع للمديرية العامة للسجل المدني والجنسية. يمكن للمواطنين التحكم فيما إذا كانوا مسجلين في سجلات الانتخابات المحلية أو الخارجية من خلال زيارة موقع المجلس الأعلى للانتخابات أو الحكومة الإلكترونية.

#### المملكة المتحدة
في المملكة المتحدة، يعد تسجيل الناخبين إلزاميًا، ولكن نادرًا ما يتم تطبيق شرط التسجيل. يُعرف نظام التسجيل لعام 2023 في المملكة المتحدة باسم التسجيل المتجدد. يمكن للناخبين التسجيل لدى السلطة المحلية في أي وقت من السنة. وقد حل هذا محل التعداد السكاني الذي كان يتم مرتين سنويا للناخبين، والذي كان في كثير من الأحيان يحرم أولئك الذين انتقلوا خلال الفترة الفاصلة بين التعدادات من حقهم في التصويت.
وفي مختلف أنحاء البلاد، لا يزال تسجيل الناخبين من الناحية الفنية مسؤولية رب الأسرة، وهو مفهوم يعتبره البعض غير متناسب مع المجتمع الحديث. اعتبارًا من عام 2023، أصبح النظام مثيرًا للجدل، حيث أصبح من الممكن لشخص واحد حذف الأشخاص الذين يعيشون معه من السجل الانتخابي. اعتبارًا من يناير 2012، كان من المتوقع أن يصبح التسجيل الفردي إلزاميًا، وفقًا لقانون الأحزاب السياسية والانتخابات لعام 2009.
في تجربة أجريت في أيرلندا الشمالية باستخدام معرفات شخصية، مثل أرقام التأمين الوطني والتوقيعات، انخفض عدد الناخبين المسجلين بنحو عشرة آلاف. وقد كان مفهوماً أيضاً أن العملية الجديدة ربما أدت إلى إسقاط أسماء ناخبين وهميين من القوائم.

#### الولايات المتحدة
في الولايات المتحدة، تشترط الولايات عمومًا تسجيل الناخبين، حيث تعد ولاية داكوتا الشمالية الولاية الوحيدة التي لا تفرض أي شرط للتسجيل. لا تشترط بعض الولايات الأمريكية التسجيل المسبق، بل تسمح بدلاً من ذلك للناخبين بالتسجيل عند وصولهم إلى صناديق الاقتراع. تتم عملية تسجيل الناخبين في الولايات المتحدة على مستوى المقاطعة أو البلدية، وهو شرط أساسي للتصويت في الانتخابات الفيدرالية والولائية والمحلية. الاستثناء الوحيد هو ولاية داكوتا الشمالية، على الرغم من أن قانون داكوتا الشمالية يسمح للمدن بتسجيل الناخبين لانتخابات المدينة.